# كونستانتين جوسيف
كونستانتين جوسيف (بالروسية: Константин Николаевич Гусев)‏ هو لاعب كرة قدم روسي، ولد في 14 يونيو 1971. لعب مع نادي نيفتشي باكو.